# D.W.G.S.音源
D.W.G.S.音源とは、コルグが1980年代初頭に開発した波形メモリ音源のことである。

## 概要
波形メモリ音源としては世界初ではなく、1981年にWaldorf社からPPG Waveが発売されていた。
コルグ初のデジタルシンセサイザー用音源で、同社のサンプラーやPCM音源の前身でもある。
倍音加算方式をそのまま音源に用いると、有用な波形を作るために、膨大なパラメータを扱う必要があり、1つの音色の作成のために倍音に関する知識と長期間の試行錯誤(1000個以上の正弦波に対し1つずつエンベローブ設定等)が必要となる。また、倍音加算方式をそのまま用いてリアルタイムに波形を生成するには（フェアライトCMIのような）高い計算能力が必要となり、高価格化に繋がると考えられた。そして、加算方式の一種で、要求される計算能力の低いFM音源方式は既にヤマハが特許を取得していたためそれ以外の方法を取る必要もあった。コルグはそれらの製品開発上の難点を、楽曲に有効な波形をあらかじめ倍音加算方式で作成しておき、サンプルデータとしてオシレーター部に搭載する方法で解決した。1波形は32個のサンプルから構成され、ROMの容量を64kbit占有した。
集積回路の集積度が低かったため、音源部のROMに収録できるサンプル数は非常に限られていた。
減算方式という点でパラメータ変更後の音色の予想がしやすく、各種パラメータもモーグ・シンセサイザーのものを踏襲しているため、アナログシンセサイザーにおける経験を生かした音色の作成が可能である。また、開発当時のROM容量の限界から波形のサンプル数が乏しいため、波形そのままの出力では音が細くなりがちであるが、同じく搭載されている周辺のアナログ回路により音を太く加工して補うことが可能である。このようにパラメータが単純で音作りが簡単である反面、予め記録した波形を再生するだけであるため、加算方式のように新たな波形を作ったり、打鍵の強さに合わせて倍音の構成を大きく変化させることは不可能であり、波形そのものを生成しているヤマハDX-7のFM音源に比べて演奏時の表現力に欠ける所が欠点である。これが、80年代の楽器の再現力を志向していたシンセサイザー市場において商業上の大きな欠点となった。しかしプロセッサの性能が貧弱なこの時代では、音色の自由度と機材の扱いやすさは強くトレードオフの関係にあり、FM音源の扱いにくさを克服するべくヤマハ以外のメーカーでは主に減算方式を参考にした別の方式を模索していた（当時の本命であったFM音源のように単純なサイン波の掛け合わせで複雑な波形を生成させると二重振り子のようなカオス性が現れて出音が予測困難になるため）。
1980年代の音楽におけるヤマハDX-7を始めとしたFM音源の流行と、コルグのデジタルシンセサイザー開発への出遅れによる経営難の始まりにより、この音源が搭載された製品はDW-6000とDW-8000のみとなった。そのため、比較的マイナーな音源である。
波形メモリとその波形を加工する技術は1986年発売のDSS-1でサンプラーとして発展することになる。
また、オシレーターに搭載された波形は、DWGSというカテゴリーのPCM波形として、新たな波形が追加されながら最新の製品にまで引き継がれてきている。21世紀においては、むしろデジタル黎明期ゆえの硬質な音色が新たな魅力となっている。